# 入來院重聰
入来院重聰（生年不詳—卒年不詳）是日本戰國時代的武將。入來院氏第11代當主。父親是入來院重豐。
入來院氏領有薩摩國入來院、永利名山田、草原、田崎、天辰（現今薩摩川內市）、羽島（現今市來串木野市）、大隅國平松、森山、前原（現今姶良市），在筑前國、筑後國內亦有飛地。

## 生平
生年不詳，家中嫡男。幼名千代五郎。延德2年（1490年）8月21日，繼承家督，仕於守護島津氏。永正7年（1510年），受第12代守護島津忠治賜予隈之城。享祿2年（1529年），與薩州家的島津實久戰鬥，攻略百次、山田（現今薩摩川內市）西面。
此時島津家は分為受賜守護職的島津貴久、謀求復歸守護職的島津勝久、以及企圖奪取守護的島津實久等三派。享祿3年（1530年），跟隨島津忠良、貴久父子，立下軍功。享祿、天文年間，因為忠良要求，令自身的女兒（雪窗夫人。後來誕下義久、義弘、歲久）嫁予貴久。
天文5年（1536年）7月，因為軍功而得到百次城。天文6年（1537年）3月，得到郡山城。天文6年（1537年）1月，參與攻擊伊集院竹山城等。天文8年（1539年）閏6月，在貴久攻陷市來平城後，以年老不能軍勞為理由，提出下野，並以嫡子重朝為繼承人。在天文年間病死。

## 外部連結
- 武家家伝＿入来院氏 （页面存档备份，存于）